# Décès en janvier 1993
Décès
- 1989
- 1990
- 1991
- 1992
- 1993
- 1994
- 1995
- 1996
- 1997

Pour une information complémentaire, voir la page d'aide.

| Date        | Nom                                               | Activités                                                                                             | Âge | Source |
| ----------- | ------------------------------------------------- | --- | --- | ------ |
| 1er janvier | June Clayworth                                    | Actrice américaine                                                                                    | 80  |        |
| 1er janvier | Freddie Cochrane                                  | Boxeur américain                                                                                      | 77  |        |
| 2 janvier   | Maurice Garrigues                                 | Peintre et poète français                                                                             | 87  |        |
| 2 janvier   | Vladimir Makogonov                                | Joueur d'échecs azerbaïdjanais                                                                        | 88  |        |
| 2 janvier   | Renée Reyraud                                     | Femme politique française                                                                             | 88  |        |
| 3 janvier   | François Mathey                                   | Conservateur en chef au musée des arts décoratifs de Paris                                            | 75  |        |
| 3 janvier   | Johnny Most                                       | Journaliste sportif et speaker américain                                                              | 69  |        |
| 3 janvier   | Simone Vaudry                                     | Actrice française                                                                                     | 86  |        |
| 4 janvier   | Danie Craven                                      | Joueur, puis entraîneur, et enfin dirigeant de rugby à XV sud-africain                                | 82  |        |
| 5 janvier   | Helmut Bischoff                                   | Chef de la Gestapo en Pologne                                                                         | 84  |        |
| 5 janvier   | Juan Benet                                        | Écrivain espagnol                                                                                     | 65  |        |
| 6 janvier   | Tad Danielewski                                   | Réalisateur, producteur, et scénariste polonais                                                       | 71  |        |
| 6 janvier   | Dizzy Gillespie                                   | Trompettiste, auteur-compositeur-interprète et chef d'orchestre de jazz américain                     | 75  |        |
| 6 janvier   | Richard Mortensen                                 | Peintre danois                                                                                        | 82  |        |
| 6 janvier   | Rudolf Noureev                                    | Danseur étoile                                                                                        | 54  |        |
| 6 janvier   | René Jean Schiltz                                 | Physicien français                                                                                    | 75  |        |
| 7 janvier   | Paul Brönnimann                                   | Paléontologue et géologue                                                                             | 79  |        |
| 7 janvier   | Italo Mancini                                     | Prêtre et un philosophe italien                                                                       | 67  |        |
| 8 janvier   | Hans Bertram                                      | Aviateur, écrivain, scénariste et réalisateur allemand                                                | 86  |        |
| 8 janvier   | Alfred Courmes                                    | Peintre français                                                                                      | 94  |        |
| 8 janvier   | Ramón Etchamendi                                  | Entraîneur uruguayen de basket-ball                                                                   | 63  |        |
| 8 janvier   | Georges Le Poitevin                               | Peintre français                                                                                      | 80  |        |
| 9 janvier   | Mario Genta                                       | Footballeur international italien                                                                     | 80  |        |
| 9 janvier   | Paul Hasluck                                      | Historien et un fonctionnaire australien                                                              | 87  |        |
| 9 janvier   | Janet Vaughan                                     | Physiologiste britannique                                                                             | 93  |        |
| 10 janvier  | Luther Gulick                                     | Expert américain en administration publique et en management                                          | 100 |        |
| 10 janvier  | Georges Mounin                                    | Linguiste français                                                                                    | 82  |        |
| 11 janvier  | Frank Arnal                                       | Militant LGBT                                                                                         | 43  |        |
| 11 janvier  | Antoine Curcuru                                   | Footballeur français                                                                                  | 81  |        |
| 11 janvier  | Tommy Walker                                      | Joueur international puis entraîneur de football écossais                                             | 77  |        |
| 12 janvier  | Józef Czapski                                     | Artiste polonais, peintre, écrivain, essayiste et critique d'art                                      | 96  |        |
| 12 janvier  | Pierre Nihant                                     | Coureur cycliste belge                                                                                | 67  |        |
| 13 janvier  | Ivan Baliouk                                      | Aviateur soviétique                                                                                   | 73  |        |
| 13 janvier  | Ken Anderson                                      | Animateur, scénariste et directeur artistique des studios Disney                                      | 83  |        |
| 13 janvier  | Camargo Guarnieri                                 | Compositeur brésilien                                                                                 | 85  |        |
| 13 janvier  | Émile Maurice                                     | Homme politique de la droite martiniquaise                                                            | 82  |        |
| 13 janvier  | René Pleven                                       | Homme d'État français                                                                                 | 91  |        |
| 13 janvier  | Charles Tillon                                    | Homme politique français                                                                              | 95  |        |
| 14 janvier  | Karel Kupka                                       | Artiste, ethnologue et collectionneur français d'origine tchèque                                      | 74  |        |
| 14 janvier  | Manfred Lachs                                     | Éducateur, diplomate et juriste polonais                                                              | 78  |        |
| 14 janvier  | Pierre Lacroute                                   | Astrophysicien français                                                                               | 87  |        |
| 15 janvier  | Pierre de Calan                                   | Chef d'entreprise, un économiste et un écrivain français                                              | 81  |        |
| 15 janvier  | Sammy Cahn                                        | Parolier, compositeur et musicien américain                                                           | 79  |        |
| 15 janvier  | Alfredo Bovet                                     | Coureur cycliste suisse et italien                                                                    | 83  |        |
| 15 janvier  | Roland English                                    | Enseignant, fabricant, organisateur et homme politique fédéral du Québec                              | 84  |        |
| 15 janvier  | Arthur Wallis Exell                               | Botaniste britannique                                                                                 | 91  |        |
| 15 janvier  | Jean Filippi                                      | Homme politique français                                                                              | 87  |        |
| 15 janvier  | Annemarie von Gabain                              | Turcologue et sinologue allemande                                                                     | 91  |        |
| 15 janvier  | Henry Iba                                         | Entraîneur de basket-ball américain                                                                   | 88  |        |
| 16 janvier  | Victor Abens                                      | Homme politique luxembourgeois                                                                        | 80  |        |
| 16 janvier  | Glenn Corbett                                     | Acteur américain                                                                                      | 59  |        |
| 16 janvier  | Svetozar Vujović                                  | Joueur et entraîneur de football yougoslave                                                           | 52  |        |
| 17 janvier  | Albert Hourani                                    | Historien orientaliste anglophone d'origine libanaise                                                 | 77  |        |
| 17 janvier  | Vilmos Zombori                                    | Joueur puis entraîneur de football roumain                                                            | 87  |        |
| 18 janvier  | Eleanor Burford                                   | Écrivain britannique                                                                                  | 86  |        |
| 18 janvier  | Nicole de Hauteclocque                            | Femme politique française                                                                             | 79  |        |
| 18 janvier  | Hans Mikosch                                      | Generalleutnant allemand                                                                              | 85  |        |
| 18 janvier  | Simonne Monet-Chartrand                           | Une syndicaliste et écrivaine féministe et pacifiste québécoise                                       | 73  |        |
| 19 janvier  | Zygmunt Olesiewicz                                | Entraîneur polonais de basket-ball                                                                    | 64  |        |
| 20 janvier  | Pierre-André Benoit                               | Poète, peintre, illustrateur, graveur, typographe, imprimeur, éditeur d'art                           | 71  |        |
| 20 janvier  | Joseph Anthony                                    | Acteur et un réalisateur américain                                                                    | 80  |        |
| 20 janvier  | Françoise Dior                                    | Française principalement connue pour son militantisme néo-nazi                                        | 60  |        |
| 20 janvier  | Audrey Hepburn                                    | Actrice britannique                                                                                   | 63  |        |
| 21 janvier  | Felice Borel                                      | Footballeur international italien                                                                     | 78  |        |
| 21 janvier  | Charlie Gehringer                                 | Joueur américain d'origine allemande de baseball                                                      | 89  |        |
| 21 janvier  | Paul Porteu de la Morandière                      | Homme politique français                                                                              | 86  |        |
| 22 janvier  | Kōbō Abe                                          | Romancier, dramaturge et scénariste japonais                                                          | 68  |        |
| 22 janvier  | Helno                                             | Chanteur français, membre du groupe de rock alternatif les Négresses Vertes                           | 29  |        |
| 22 janvier  | Jim Pollard                                       | Joueur et entraîneur américain professionnel de basket-ball                                           | 70  |        |
| 22 janvier  | Brett Weston                                      | Photographe américain                                                                                 | 81  |        |
| 23 janvier  | Keith Laumer                                      | Auteur américain de science-fiction                                                                   | 67  |        |
| 23 janvier  | Wayne Raney                                       | Harmonisciste, compositeur et chanteur américain de hillbilly et country gospel                       | 71  |        |
| 23 janvier  | Evgueni Vinokourov                                | Poète russe                                                                                           | 67  |        |
| 24 janvier  | Hector De Bourgoing                               | Footballeur international français et argentin                                                        | 58  |        |
| 24 janvier  | Gustav Ernesaks                                   | Compositeur et chef de chœur estonien                                                                 | 84  |        |
| 24 janvier  | Detlef Gerstenberg                                | Athlète allemand qui a participé aux Jeux olympiques d'été de 1980 à Moscou pour l'Allemagne de l'Est | 36  |        |
| 24 janvier  | Karl Larenz                                       | Philosophe du droit et juriste allemand                                                               | 89  |        |
| 24 janvier  | Thurgood Marshall                                 | Juriste américain                                                                                     | 84  |        |
| 24 janvier  | Uğur Mumcu                                        | Intellectuel turc, journaliste d'investigation et chroniqueur pour le quotidien Cumhuriyet            | 50  |        |
| 24 janvier  | Anthony Talamo Rossi                              | Chef d'entreprise américain d'origine italienne                                                       | 92  |        |
| 24 janvier  | Henry Abel Smith                                  | Militaire britannique et gouverneur du Queensland                                                     | 92  |        |
| 25 janvier  | Gabriel Bourgund                                  | Officier général et homme politique français                                                          | 94  |        |
| 25 janvier  | Jean-Claude Rouan                                 | Joueur de rugby à XV                                                                                  | 59  |        |
| 25 janvier  | Judith Hellwig                                    | Cantatrice allemande                                                                                  | 86  |        |
| 25 janvier  | Hédi Nouira                                       | Homme politique tunisien                                                                              | 81  |        |
| 26 janvier  | Axel von dem Bussche-Streithorst                  | Officier allemand de la Seconde Guerre mondiale                                                       | 73  |        |
| 26 janvier  | Jan Gies                                          | Membre de la résistance néerlandaise                                                                  | 87  |        |
| 26 janvier  | Robert Jacobsen                                   | Sculpteur et peintre danois                                                                           | 80  |        |
| 26 janvier  | Jeanne Sauvé                                      | Femme politique et journaliste canadienne                                                             | 70  |        |
| 27 janvier  | André René Roussimoff(surnommé "André The Giant") | Catcheur et acteur français                                                                           | 46  |        |
| 27 janvier  | Leon Mandrake                                     | Magicien canadien                                                                                     | 81  |        |
| 27 janvier  | Rhys Haydn Williams                               | Joueur de rugby gallois                                                                               | 62  |        |
| 28 janvier  | Philippe Bernard                                  | Diplomate français                                                                                    | 62  |        |
| 28 janvier  | Helen Sawyer Hogg                                 | Une astronome américano-canadienne                                                                    | 87  |        |
| 28 janvier  | Georges Linze                                     | Poète, écrivain, animateur de revue et essayiste belge                                                | 92  |        |
| 28 janvier  | Hannah Wilke                                      | Artiste américaine travaillant la peinture, sculpture, photographie, vidéo et performance             | 52  |        |
| 29 janvier  | Nicolas Carrega                                   | Artiste peintre, graveur, cartonnier de tapisseries, concepteur de vitraux et médailleur              | 78  |        |
| 29 janvier  | Adetokunbo Ademola                                | Juge nigérian                                                                                         | 86  |        |
| 29 janvier  | Ángel Garma                                       | Psychiatre et psychanalyste d'origine espagnole, émigré en France                                     | 88  |        |
| 29 janvier  | Gustav Hasford                                    | Écrivain américain                                                                                    | 45  |        |
| 29 janvier  | Lars Larsson                                      | Athlète suédois                                                                                       | 81  |        |
| 29 janvier  | Nancy Teed                                        | Femme d'affaires et femme politique canadienne du Nouveau-Brunswick                                   | 43  |        |
| 30 janvier  | Alexandra de Grèce (1921-1993)                    | Reine de Yougoslavie                                                                                  | 71  |        |
| 30 janvier  | Han Moo-sook                                      | Auteure sud-coréenne                                                                                  | 74  |        |
| 30 janvier  | Ryōichi Hattori                                   | Parolier et compositeur japonais                                                                      | 85  |        |
| 30 janvier  | Lluís Bonet                                       | Architecte catalan                                                                                    | 100 |        |
| 30 janvier  | James LuValle                                     | Athlète américain spécialiste du 400 mètres                                                           | 80  |        |
| 30 janvier  | Otto Roelen                                       | Chimiste allemand                                                                                     | 95  |        |
| 30 janvier  | Dorothy Miles                                     | Femme poète et militante de la culture sourde                                                         | 61  |        |
| 31 janvier  | Claude de Cambronne                               | Avionneur français et le cofondateur de la société de Marcel Dassault                                 | 87  |        |
| 31 janvier  | Jean Baridon                                      | Homme politique français                                                                              | 81  |        |
| 31 janvier  | Fritz Henle                                       | Photographe américain d'origine allemande                                                             | 83  |        |
| 31 janvier  | Ernő Lendvai                                      | Théoricien de la musique hongrois                                                                     | 68  |        |
| 31 janvier  | John Poulson                                      | Architecte et homme d'affaires britannique                                                            | 82  |        |
| 31 janvier  | Frithjof Ulleberg                                 | Joueur international de football norvégien                                                            | 81  |        |